# Spot (album)
Pour les articles homonymes, voir Spot.
Albums de lyrical school
date course
(18 septembre 2013)
Vidéos par Lyrical School
Lyrical School One Man Live 2014 at Liquidroom
(27 janvier 2015)
Singles
1. Waratte.net / (...)
Sortie : 11 décembre 2013
2. brand new day
Sortie : 2 avril 2014
3. FRESH!!!
Sortie : 15 juillet 2014
4. PRIDE
Sortie : 28 octobre 2014

Spot (titré officiellement en occidentale[Quoi ?] et en majuscules SPOT) est le 3e album studio du groupe féminin japonais lyrical school et son 2e sous cette appellation, sorti en mars 2015.

## Détails de l'album
L'album sort le 10 mars 2015 en une seule édition, presque deux ans après l'album date course sorti en septembre 2013. Il est au total le 3e album du groupe et son 2e sous son appellation lyrical school. Il atteint la 24e place du classement hebdomadaire des ventes de l'Oricon à partir du 18 mars 2015 et devient l'album du groupe le mieux classé à l'Oricon.
Cet album contient 13 chansons (la dernière en tant que titre bonus : le titre S.T.A.G.E figurant sur le single Parade sorti en mai 2013, ici enregistrée sous une autre version) dont les derniers singles sortis auparavant : Waratte.net qui est la chanson co-face A du single intitulé Waratte.net / My Kawaii Nichijōtachi (2013), les singles brand new day (2014), FRESH!!! (2014) et PRIDE (2014).
Il s'agit du premier album entièrement enregistré par la formation présente (les membres originaux Ayaka, Mei, Yumi et Ami ; les membres additionnels étant Hina et Minan), et sans les autres membres originaux Mariko et Erika ayant quitté le groupe deux auparavant.
Une musique-vidéo d'une des chansons inédites I.D.O.L.R.A.P est mise en ligne sur YouTube en février 2015 pour promouvoir la sortie de l'opus.
Cet album est le dernier du groupe (après une formation stable de deux ans), avant le départ de Hina en décembre 2015 pour se consacrer à ses études ; elle est remplacée par un nouveau membre, Hime, ex-membre de Rhymeberry.

## Formation
Membres crédités sur l'album
- Ayaka (leader)
- Yumi
- Ami
- Mei
- Hina
- Minan

## Liste des titres
| 1.  | I.D.O.L.R.A.P                                             | ALI-KICK                       | ALI-KICK             | chanson promotionnelle |  |
| 2.  | PRIDE                                                     | Shigeki Tsubomitsu             | Tatsuya Iwabuchi     | 7e single              |  |
| 3.  | OMG                                                       | GP (Gaki Ranger)               | Tatsuya Iwabuchi     |                        |  |
| 4.  | -4years-                                                  |                                |                      | interlude              |  |
| 5.  | FRESH !!!                                                 | tofubeats                      | tofubeats            | 6e single              |  |
| 6.  | Rainbow Disco (レインボーディスコ)                        | Datakestra ＆ ITL (RAP BRAINS) | LITTLE               |                        |  |
| 7.  | brand new day                                             | AxSxE                          | LITTLE               | 5e single              |  |
| 8.  | -8 p.m.-                                                  |                                |                      | interlude              |  |
| 9.  | CAR                                                       | Kenichiro Nishihara            | Tatsuya Iwabuchi     |                        |  |
| 10. | Gekka Bijin (月下美人)                                    | Jun Kamoda (Illrime)           | Jun Kamoda (Illrime) |                        |  |
| 11. | Yume de Aitai ne (ゆめであいたいね)                       | tofubeats                      | tofubeats            |                        |  |
| 12. | Waratte.net (album version) (わらって.net （album ver.）) | Jun Kamoda (Illrime)           | Jun Kamoda (Illrime) | 4e single ; co-face A  |  |

| 13. | S.T.A.G.E take2 | Hashida Kazuma, Fragment | Tatsuya Iwabuchi |  |  |